# M8 AGS
M8 AGS «Ріджвей» (англ. M8 AGS Ridgeway) — американський авіадесантний легкий танк, що планувалося прийняти на озброєнні повітряно-десантних військ армії США, на заміну застарілого легкого танку M551 «Шерідан» та броньованого автомобіля M1036 TOW з ПТРК BGM-71 «Тоу».
Легкий авіадесантний танк M8 AGS «Ріджвей» розроблявся з початку 1980-х років компаніями FMC Corporation/United Defense в ініціативному порядку, проте на озброєння армії Сполучених штатів прийнятий не був через скорочення фінансування в 1990-х роках, а його спеціалізація суто для повітряно-десантних військ не дала змогу налагодити експортні поставки. Усі роботи по танку були припинені до 1996 року. Замість Ріджвея перевага була віддана колісній самохідно-артилерійський установці з сімейства «Страйкер» M1128 Mobile Gun System (MGS).
Проєкт компаній FMC Corporation/United Defense замислювався, як бойова машина, яка поєднуватиме вогневу міць танку з високою рухомістю та маневреністю, десантуємого з повітря бронетранспортеру. Концептуально M8 AGS став абсолютно новою бойовою машиною, легкою, потужною, мобільною, захищеною в залежності від завдання 3-ма різними конфігураціями броні, та забезпеченою найсучаснішими приладами та технологіями у сфері танкобудівництва. Для цього авіадесантуємий танк оснащувався 105-мм гарматою, мав тільки 3 члена екіпажу, і мав властивості для перекидання, як на тактичну, так й на стратегічну глибину розгортання військ. Всього планувалося закупити 237 одиниць цієї техніки. Скасування цього проєкту залишило американські повітряно-десантні війська без потужного засобу вогневої підтримки на полі бою.